# Châteauneuf (Loire)
Châteauneuf é uma comuna francesa na região administrativa de Auvérnia-Ródano-Alpes, no departamento de Loire. Estende-se por uma área de 13,65 km². Em 2010 a comuna tinha 1 645 habitantes (densidade: 120,5 hab./km²).